# Медведниковская гимназия

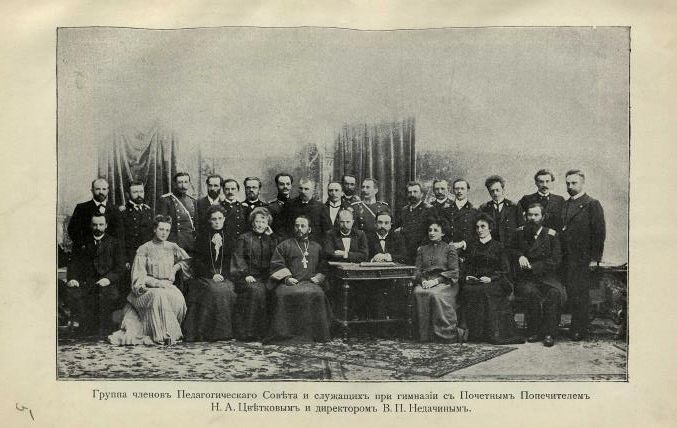
Группа педагогов и служащих гимназии.

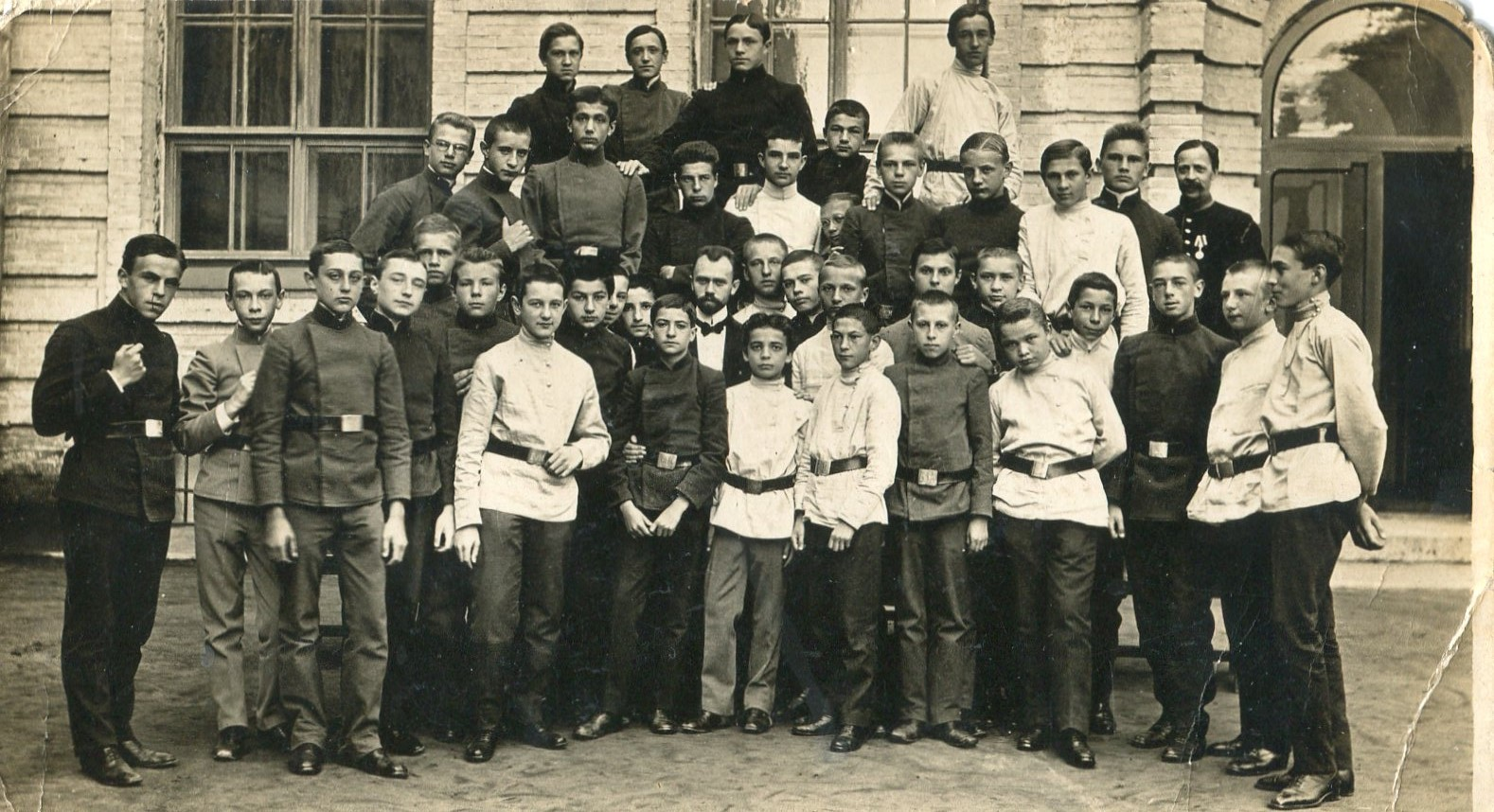
Учащиеся гимназии им. Медведниковых.
Около 1910 года.

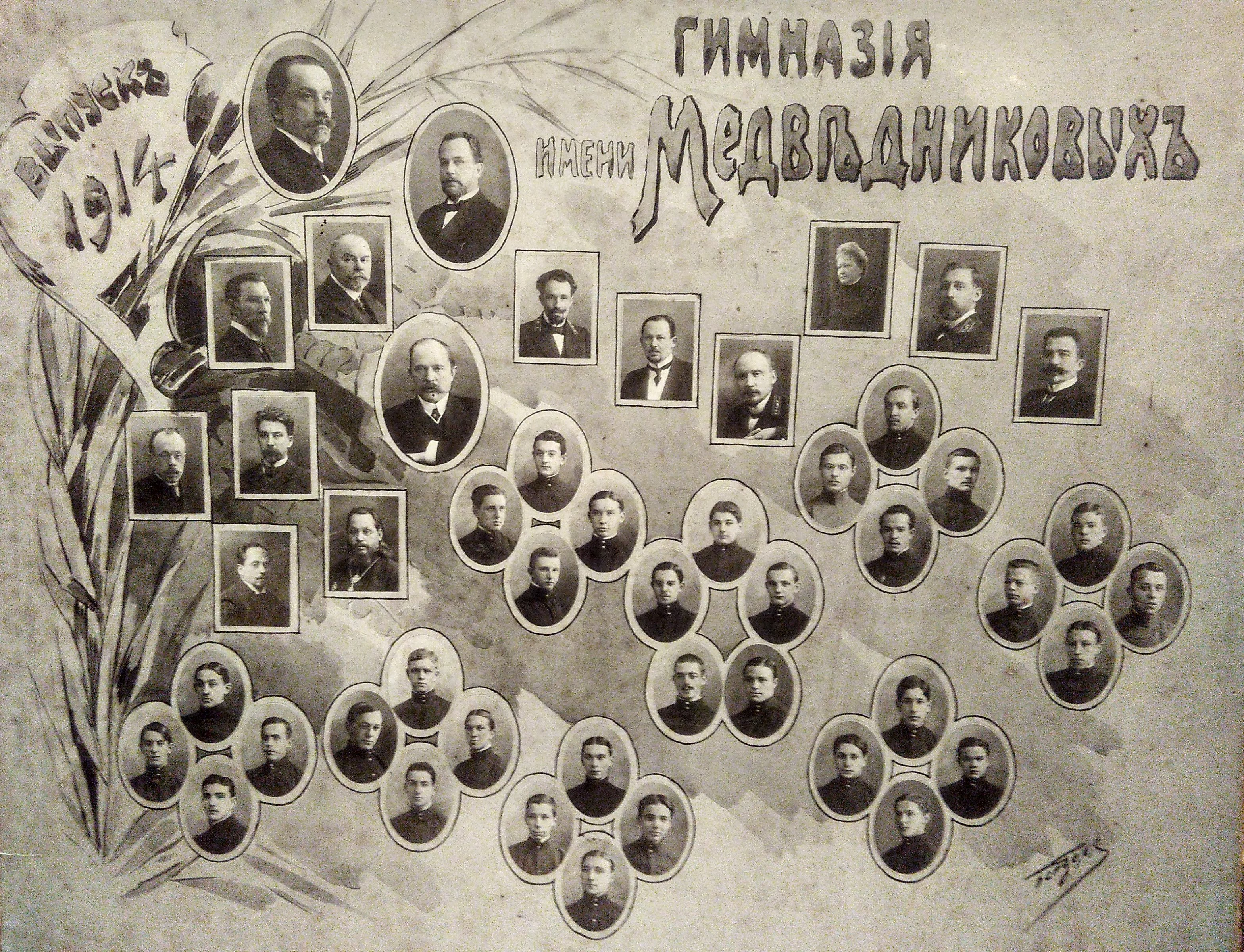
Выпуск гимназии имени Медведниковых.
1914 год.

Медве́дниковская гимна́зия («8-я классическая гимназия имени Ивана и Александры Медведниковых») — среднее учебное заведение для мальчиков Российской империи, расположенное в Москве.
С 1933 по 2013 — школа № 59 (с 1952 — им. Н. В. Гоголя). В настоящее время —  одно из зданий школы № 1529 им. А. С. Грибоедова. С декабря 2017 по август 2021 года здание школы было закрыто в связи с капитальным ремонтом. В сентябре 2021 года занятия были возобновлены.

## История
Название гимназии связано с иркутским купцом И. Л. Медведниковым, который активно занимался благотворительностью в Иркутске и в Москве, куда он переехал в 1850-е годы после непродолжительного пребывания в Петербурге. После его смерти в 1889 году вдова Александра Ксенофонтовна Медведникова продолжила благотворительность и, после выделения в завещании немалых сумм на конкретные цели (в том числе миллиона рублей на больницу для неизлечимо больных) завещала остальной капитал (несколько миллионов рублей) на благотворительные цели «по усмотрению» душеприказчика, коллежского советника Николая Алексеевича Цветкова.
Цветков решил, что «лучшим способом увековечить её память будет дать русскому обществу такую школу, где бы серьёзность учения соответствовала возрасту, развитию и силам учащихся». Он обратился 20 декабря 1900 года с заявлением попечителю Московского учебного округа о намерении принести крупный дар И. и А. Медведниковых (450 тыс. руб.) Министерству народного просвещения на учреждение в Москве средней общеобразовательной школы (гимназии) нового типа. По высочайшему повелению Николая II, классическая гимназия имени Ивана и Александры Медведниковых была учреждена 8 июня 1901 года. Торжественное открытие гимназии состоялось 2 октября 1901 года, занятия начались 4 октября. А 2 января 1902 года был организован роскошный гимназический праздник (рождественская ёлка), который должен был положить начало более тесному сближению между собой представителей школы и семьи (что являлось одним из базовых принципов при создании этой гимназии).

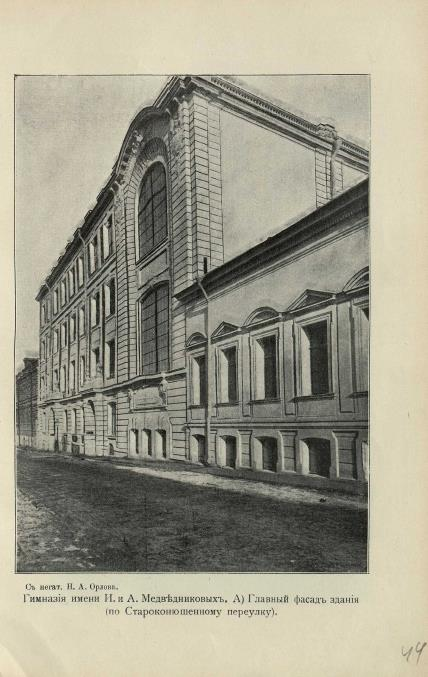
Главный фасад здания
гимназии им. Медведниковых
по Староконюшенному переулку

Закладка здания гимназии в Староконюшенном переулке состоялось 12 мая 1902 года. Оно строилось по проекту художника-архитектора И. С. Кузнецова и было окончательно завершено в январе 1904 года. До этого занятия проходили в помещении на Поварской улице, дом 40.
Проект И. С. Кузнецова включал обширные залы и коридоры, высокие потолки, эффективную вентиляцию с пылеосадочными камерами, способную трижды обновить воздух в классах в течение каждого часа, большой гимнастический зал (построенный на деньги промышленника Н. А. Второва, земляка Медведниковых). Строительство обошлось в 300 тысяч рублей. Оборудование гимназии также проводилось по последнему слову техники: шинели гимназистов просушивались и подогревались в раздевалке; для гимназии была заказана специально сконструированная школьная мебель, оборудованы мастерские. Общие затраты составили 1 миллион рублей.

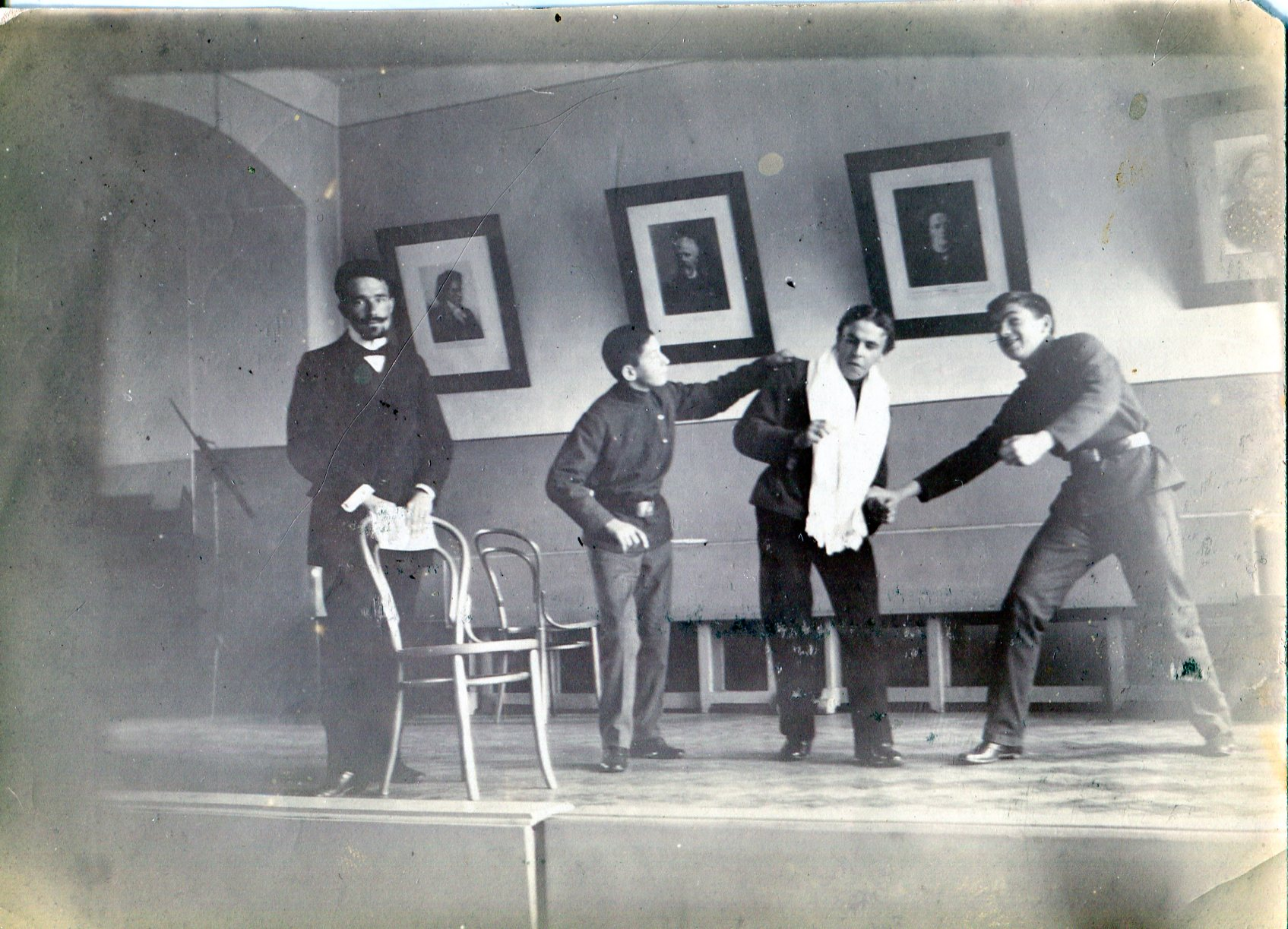
Театральный кружок в гимназии им. Медведниковых

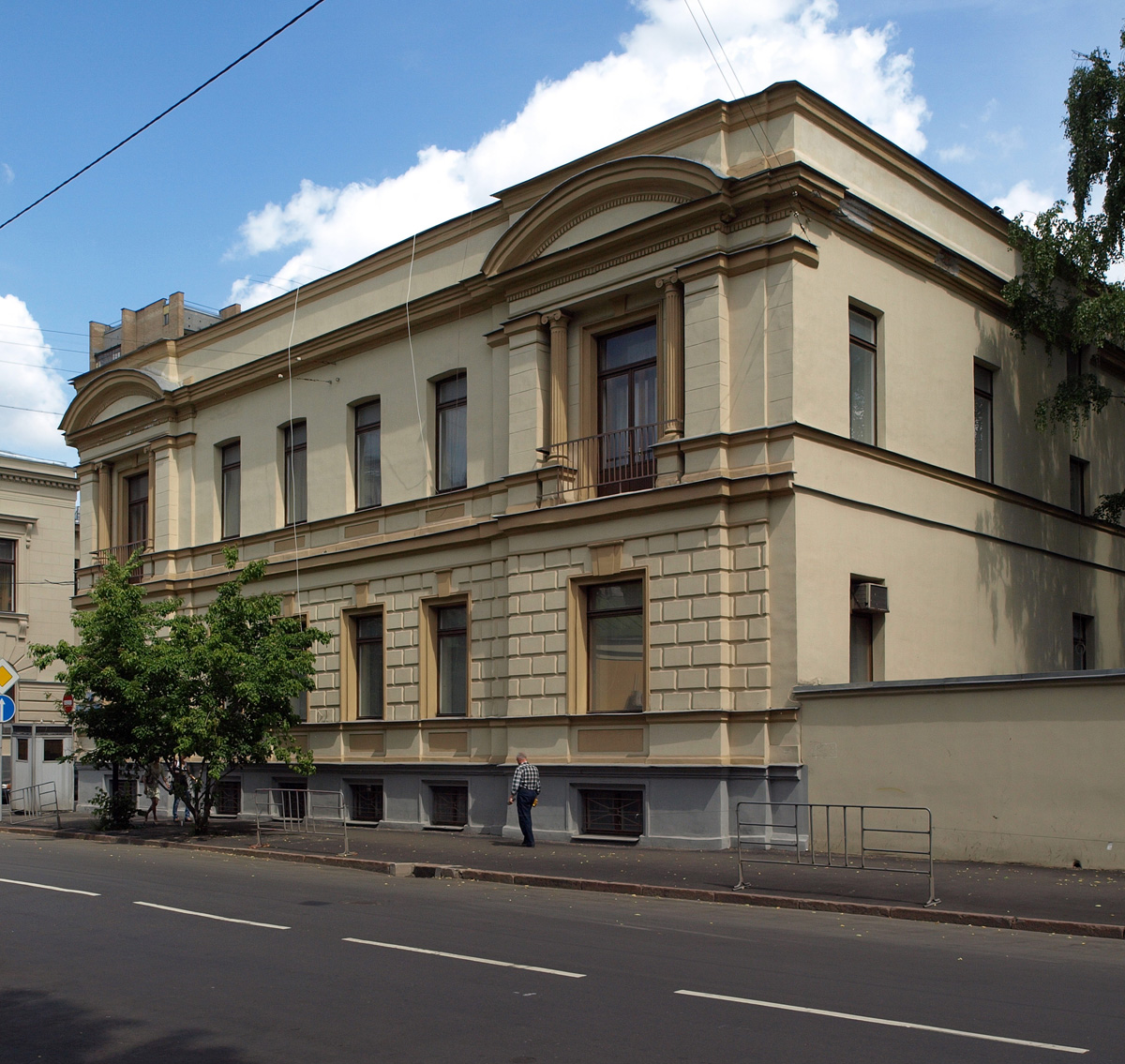
Первое здание гимназии.
Поварская, 40 (ныне посольство Камеруна)

В 1901 году в гимназию было принято 165 человек, но в первый класс был зачислен 31 ученик; остальные были распределены по трём приготовительным классам. Гимназия поначалу существовала при поддержке московского генерал-губернатора великого князя Сергея Александровича. Учебный год в гимназии начинался 16 августа, который стал одним из школьных праздников. В 1902 году было принято ещё 67 учеников.
Н. А. Цветков и первый директор гимназии В. П. Недачин создали новый тип гимназического образования в России, рассчитывая, что по образцу Медведниковской гимназии будет перестроена вся школьная система. Количество часов на изучение древних языков было сокращено, зато обязательным стало изучение новых: французского, немецкого, английского, расширилось преподавание мироведения, естественной истории, физической географии, анатомии и гигиены. В штат гимназии вошли преподаватель гимнастики, педиатр и дантист. Всем ученикам предлагались горячие завтраки. Родители учеников участвовали в работе педагогического совета.
Предварительной подготовке учеников к поступлению в гимназию способствовала устроенная при ней особая подготовительная школа с трёхлетним курсом, в которую принимались дети в возрасте 7-8 лет. Их обучали чтению, письму, иностранным языкам, Закону Божьему. Расписание было построено таким образом, чтобы уроки чередовались со специальным часом для подвижных игр. После подготовительного класса ученики сдавали вступительные экзамены в первый гимназический класс — наравне с детьми, бывшими на домашнем обучении (родители таких детей заполняли специальный «Опросный лист для поступающего в гимназию им. И. и А.Медведниковых в Москве»). В гимназических классах вместо специального часа подвижных игр в середине дня полагались уроки гимнастики или пения. Заканчивалась учёба в три часа дня, но многие ученики приходили и вечером: на факультативы или просто поиграть на школьном дворе, который зимой становился катком, а летом — площадкой для спортивных игр. В самом здании были предусмотрены специальные залы для отдыха в ненастную погоду.
Плата за обучение составляла 300 рублей в год, но некоторые ученики были от неё освобождены. Одним из главных условий, поставленных Н. А. Цветковым, было бесплатное обучение беднейших детей в память покойных благотворителей Медведниковых. По высочайше утверждённому положению об учреждении гимназии было установлено 30 стипендий имени Медведниковых. С течением времени при гимназии были учреждены ещё четыре именные стипендии. При этом гимназия, как и все другие казённые учебные заведения, освобождала от платы за учение всех детей преподавателей средних учебных заведений, а также 10 % «достойных из беднейших учеников». Общее число всех освобождённых от платы за учение доходило до 120 человек, что составляло около 30% от общего числа учащихся. Кроме того, гимназия назначала из своих специальных средств пособия ученикам до тысячи рублей в год и освобождала от платы за завтраки 40 человек.
Л. В. Собинов, у которого здесь учились сыновья, устраивал благотворительные концерты в пользу учащихся.
В числе преподавателей гимназии были: Х. А. Надеждин (Закон Божий; 1901—1915), С. П. Моравский (история; 1903—1907), А. А. Волков (математика), Н. М. Кулагин (мироведение; 1903), М. К. Любавский (история; 1914), подполковник Н. М. Ремезов (гимнастика), Д. Ф. Синицын (естественная история; 1906—1907), Б. А. Фохт (философская пропедевтика), Н. И. Шатерников (русский и церковнославянский язык)..
Гимназию (до революции 1917 года) окончили — Ю. А. Завадский, Е. В. Калужский, Г. П. Гольц, С. И. Фудель, Е. В. Милановский, А. А. Сидоров, Иммануил Великовский, К. И. Шапиро. Начали учиться в гимназии, а окончили уже как школу — лауреат Сталинской премии кинооператор Б. С. Арецкий, народный артист СССР Р. Я. Плятт.
Учебные программы этой мужской гимназии вошли в основу открывшейся в 1906 году женской гимназии Н. П. Хвостовой в Кривоарбатском переулке (дом № 15).

### Директора гимназии
- С 2 августа 1901 — Василий Павлович Недачин, был снят «за либеральность»[9].
- С 1 июля 1913 — Сергей Николаевич Эверлинг (1875—1956)[10].
- С 8 февраля 1916 — Владимир Павлович Гончаров[источник не указан 243 дня].
- Между 1913 и 1919 — Яков Эммануилович Голосовкер.

## Медведниковская гимназия после революции
Гимназия Медведниковых перестала существовать весной 1918 года; её бывший директор В. П. Недачин вскоре эмигрировал и создал в 1920-х годах русскую гимназию в Париже, собрав в ней лучших своих педагогов, привлёк бывшую профессуру Московского университета и возродил в новых сложных условиях славные традиции Медведниковской гимназии. Не удивительно, что именно эта гимназия просуществовала дольше всех учебных заведений эмиграции).
Было введено совместное обучение: часть учеников перевели в бывшую женскую гимназию Ломоносовой, а часть учениц оттуда перевели в Медведниковскую гиманзию.
Далее история школы испытывала крутые повороты:
- В 1920 году она стала 21-й трудовой школой Хамовнического района, специализированной в «гуманитарном цикле»
- С 1921 года стала 106-й объединённой школой Хамовнического района
- С 1923 года стала 9-й опытной школой МОНО и в том же году после слияния с другими бывшими гимназиями стала 20-й опытной школой имени Томаса Эдисона
- В 1924 году в здании располагалась школа 2-й ступени № 14
- В 1925—1930 годах школа была фабрично-заводской семилеткой с химическим и административно-советским уклоном
- В 1933 году школа стала 59-й
- В 1943 году было введено раздельное обучение и школа вновь стала мужской
- 9 февраля 1952 года школе было присвоено имя Н. В. Гоголя
- С 1954/1955 учебного года восстановлено совместное обучение мальчиков и девочек

Директора школы:
- С 1940 по 1941 — Виктор Георгиевич Арсенов
- С 1941 по 1942 — Александр Николаевич Крашенинников
- С 15 сентября 1942 по 1943 — Е. Н. Журдо
- В 1943 — Т. Н. Румянцева
- С 1943 по 1949 — Давид Натанович Розенбаум
- С 1949 по 1950 — Пронин
- С 1954 по 1962 — Денис Артемович Антошин[11]
- С 1962 по 1963 — Валентин Григорьевич Панфилов[9]
- С 1963 по 1971 — Алексей Алексеевич Агарев[9]
- С 1971 по 1982 — Ирина Георгиевна Шишкина
- С 1982 по 2004 — Валентина Васильевна Ершова
- С 2004 по 2015 — Виктория Михайловна Филькина

С 2013 года школа перестала существовать как отдельная организация и вошла в состав образовательного комплекса «Государственное бюджетное образовательное учреждение Гимназия 1529 им. А. С. Грибоедова» вначале как «Структурное подразделение № 4 им. Н. В. Гоголя», а с 2016 года как «Здание № 4».
В декабре 2017 года здание было закрыто, поскольку предполагалось начать капитальный ремонт, к которому, однако, приступили лишь в апреле 2019 года. Летом 2021 года ремонт был завершён, в сентябре в здании гимназии возобновились занятия.

## Известные ученики
Среди учеников школы (после революции) — академики С. С. Аверинцев, В. И. Арнольд, А. М. Ильин, В. П. Маслов, Ю. А. Рыжов (два последних учились в одном классе), В. П. Мясников, лауреат Ленинской премии Ю. Л. Якимов, Президент Института Русского языка им. А. С. Пушкина В. Г. Костомаров, политик и писатель В. К. Буковский, биофизик А. М. Жаботинский, основатель компании «Вымпел-Коммуникации» («Билайн») Д. Б. Зимин, фотожурналист Б. М. Кауфман, философ и культуролог Г. С. Померанц, историк Ю. Л. Бессмертный, протоиерей Александр Салтыков, заслуженный тренер СССР Л. Г. Лейтман, гроссмейстер Ю. Л. Авербах, актёры Р.Я. Плятт, В. С. Шалевич. В школе учились также археолог Н. Я. Мерперт, писатель-фантаст Кир Булычёв, ректор ПСТГУ протоиерей Владимир Воробьёв, писатель М. П. Шишкин, математик Ю. С. Ильяшенко, онколог А. Н. Павленко.

## Интересные факты
- В 1907 году в здании гимназии помещался только что основанный Московский археологический институт.
- В годы Великой Отечественной войны в школе размещались курсы медсестер[6], при этом занятия в школе продолжались в течение всех лет войны, кроме зимы 1941-42 годов, когда в школе находился штаб формирования 21-й дивизии народного ополчения Киевского района[источник не указан 3593 дня].
- Медведниковская гимназия фигурирует в романе М. П. Шишкина «Взятие Измаила»:

Покойный родился в семье директора школы, где в цветочном горшке на подоконнике огрызок яблока, а из туалета лезет запах мочи.
Чу! Что за нездешние звуки летят по пустынным вечерним коридорам? Чьи шаги нарушают дерзко покой цитат и портретов? За кем бежит вприпрыжку по натертому до свиста паркету эхо Медведниковской гимназии?
Это бьет сарацин-невидимок шлемоблещущий мальчик, измученный очками с одним стеклом от косоглазия и истерзанный навязчивым страхом проглотить паука. Отец подарил мне на шестилетие сделанный в столярке учениками рыцарский набор — шлем, маленькие латы, похожий на крышку от кастрюли щит, обоюдоострый меч и длиннотенное копье. Вечером, когда здание запиралось на ночь, я убегал из флигеля, где отцу дали казённую квартиру, и с воплями носился по темным коридорам, разя направо и налево полчища врагов. Это был мой захваченный ими дом, мой замок, моя крепость, и я в яростных схватках срубал чалмы вместе с головами с обидчиков, очищая от скверны школу этаж за этажом.
- В здании школы снимались сцены из фильмов: «Однажды 20 лет спустя», «Господин гимназист», «Дворы нашего детства», «Розыгрыш», «Александровский сад», «Казус Кукоцкого», выпуск № 46 киножурнала «Ералаш» (сюжет второй — «40 чертей и одна зелёная муха») и др.
- Герой фильма «Гостья из будущего» (по повести Кира Булычёва «Сто лет тому вперед») дед Павел учился в 59-й школе.